# Daspletosaurus
Daspletosaurus is een geslacht van uitgestorven vleesetende theropode dinosauriërs, behorend tot de groep van de Tyrannosauroidea, dat tijdens het Laat-Krijt leefde in het gebied van het huidige Noord-Amerika.
De eerste fossielen van Daspletosaurus werden in 1913 gevonden in Canada. Het geslacht kreeg in 1970 zijn naam die 'afgrijselijke sauriër' betekent toen de typesoort Daspletosaurus torosus benoemd werd. Later werd duidelijk dat bepaalde fossielen die aan Daspletosaurus waren toegewezen en die uit jongere lagen stammen dan D. torosus, aan aparte soorten toebehoren. Die hebben nog geen eigen geslachtsnaam gekregen maar worden soms aangeduid als D. wilsoni of D. horneri. Van D. torosus zelf zijn niet heel veel resten bekend. Toch geven die nog een redelijk compleet beeld van de bouw van het dier.
Daspletosaurus torosus was een grote roofsauriër die negen meter lang kon worden en een kleine drie ton zwaar. Zijn horizontale romp werd in evenwicht gehouden door de staart. Zijn grote kop had een wat stompe snuit en was zwaargebouwd en achteraan erg breed. De voorpoten waren klein. Vermoedelijk waren de achterpoten in vergelijking met zijn directe verwanten binnen de Tyrannosaurinae nogal kort. De gedrongen lage en zware bouw zou erop kunnen wijzen dat Daspletosaurus joeg op de gehoornde plantenetende Ceratopia en die in een frontaal gevecht kon bedwingen. Volgens sommige geleerden was Daspletosaurus de directe voorouder van de grotere Tyrannosaurus rex.

## Vondst en naamgeving
In 1921 ontdekte Charles Mortram Sternberg bij Steveville in Alberta in Quarry 88 een skelet van een grote theropode. Dit werd door hem toegewezen aan Gorgosaurus.
In 1970 kwam Dale Russell tot de conclusie dat het een aparte soort betrof die hij benoemde als Daspletosaurus torosus. De geslachtsnaam is afgeleid van het Oudgriekse δασπλής, dasplès, 'afgrijselijk', 'schrikwekkend'. De soortaanduiding betekent 'gespierd' in het Latijn.
Het holotype is het exemplaar gevonden door C.M. Sternberg, specimen CMN 8506 (later NMC 8506). Het is opgegraven in lagen van de Oldmanformatie die stammen uit het midden van het Campanien en ongeveer zevenenzeventig miljoen jaar oud zijn. Het bestaat uit een vrij compleet skelet met schedel, waaraan echter de onderbenen en het puntje van de staart ontbreken. Het betreft een volwassen exemplaar

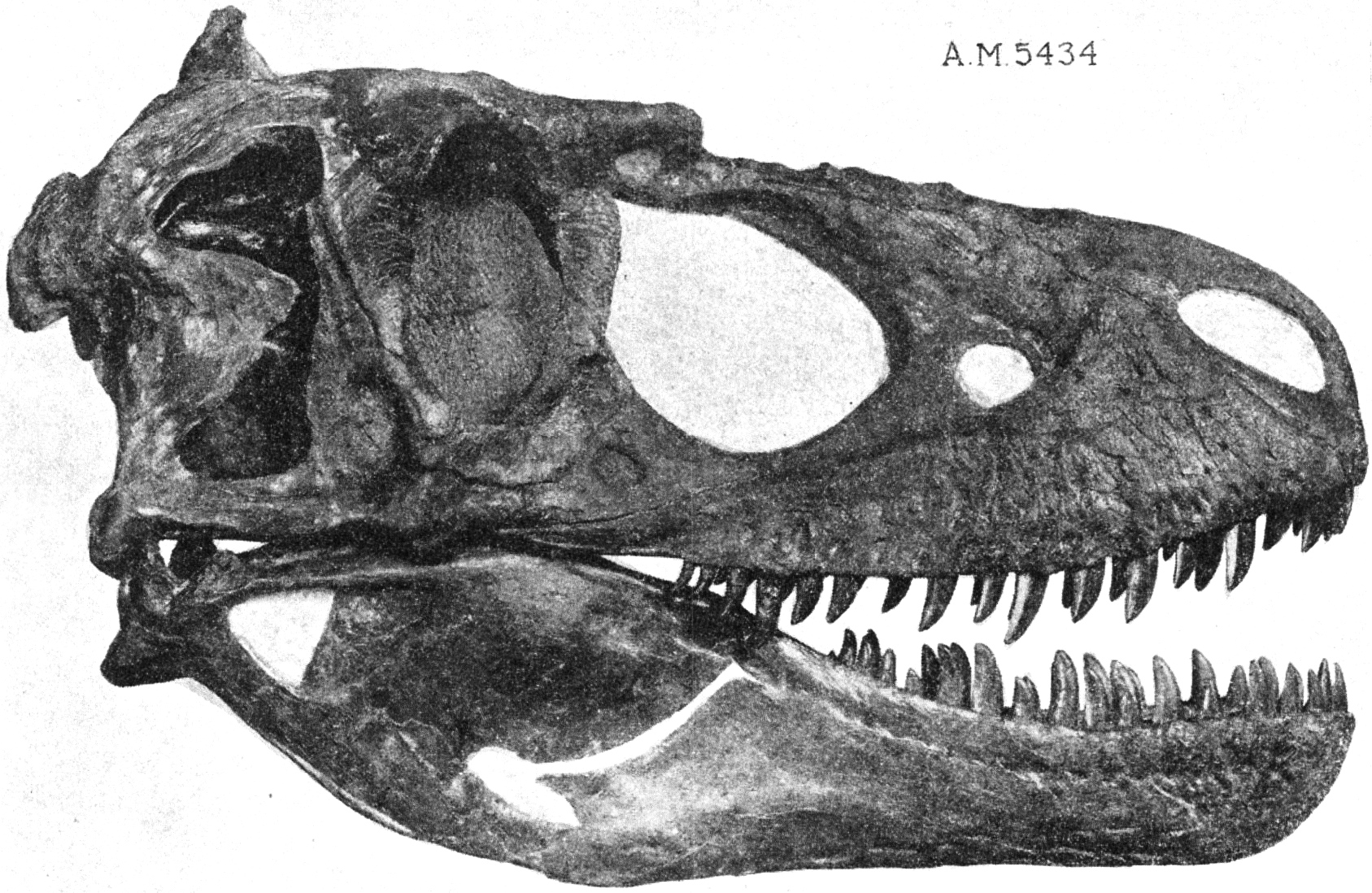
De schedel van het huidige FMNH PR308, indertijd per vergissing aangeduid als AMNH 5434 in plaats van AMNH 5336

In 1970 wees Russell ook een paratype aan: specimen AMNH 5438, een skelet zonder schedel, maar met achterpoot dat in 1913 door Barnum Brown gevonden was in de jongere Dinosaur Park Formation. In 1970 werd deze formatie nog niet van de Oldmanformatie onderscheiden en evenmin werd het leeftijdsverschil van zo'n twee miljoen jaar als een reden gezien niet te denken dat het om hetzelfde taxon zou gaan. In 2003 stelde Philip Currie echter dat het een aparte soort zou betreffen die hij voorlopig aanduidde als een Daspletosaurus sp. Dit verminderde het aantal bekende exemplaren van Daspletosaurus torosus aanzienlijk. Behalve het holotype was uit de Oldmanformatie namelijk alleen een in 2003 door Currie beschreven fragmentarisch skelet bekend, specimen RTMP 2001.36.1; later zouden nog een losse tand en een bovenkaaksbeen gemeld worden. In de Dinosaur Park Formation waren echter veel vollediger resten gevonden, naast losse beenderen ook de skeletten FMNH PR308 (eerder AMNH 5336, per abuis gemeld als AMNH 5434); RTMP 92.36.1220; RTMP 94.143.1; RTMP 85.62.1; en de schedels CMN 11594, RTMP 82.13.1, RTMP 83.38.1 en RTMP 94.218.1. TMP 1994.143.1, het enige bekende juveniele exemplaar, werd in 2019 toegewezen aan Gorgosaurus; in 2021 werd dit weer ontkend.
Dat Currie de vorm uit de Dinosaur Park Formation een aparte soort achtte, had mede te maken met het feit dat hij eerder, in 1991, ook al een Daspletosaurus sp. benoemd had en wel voor de nog jongere aan Daspletosaurus toegeschreven resten uit de Two Medicin Formation van Montana, die dateren uit het Laat-Campanien, ongeveer tweeënzeventig miljoen jaar oud. Het gaat hier voor een belangrijk deel om fragmentarische vondsten waaronder zo'n vijftienhonderd losse botten, maar het materiaal omvat ook het skelet MOR 590 en een exemplaar zonder inventarisnummer uit de collectie van het Rocky Mountain Dinosaur Resource Center dat de bijnaam Pete heeft. In 2017 werd dit materiaal benoemd als een tweede soort: Daspletosaurus horneri waarvan de soortaanduiding Jack Horner eert. MOR 590 is het holotype van deze soort. MOR 1130, een fragmentarisch skelet met schedel, en MOR 553S/7.19.0.97, een onderkaak van een jong dier, zijn de paratypen. De specimina AMNH FARB 5477, een gedeeltelijke schedel; MOR 3068, een onderkaak; MOR 553D.9.19.91, een linkerectopterygoïde; en MOR 553E.7.6.91.196, een rechterectopterygoïde, werden aan de soort toegewezen. Terwijl de oudere vormen een leeftijd hebben van 76,7 tot 75,2 Ma zou D. horneri ~75,1 tot 74,4 miljoen jaar oud zijn. Dat sluit precies aan en zou het waarschijnlijk maken dat de nieuwe soort een directe afstammeling is van D. torosus in een proces van anagenese, verandering in een doorlopende populatie. In 2025 werden de specimina CMN 350 en TMP 2010.121.0001 uit Canada toegewezen aan D. horneri.
Het onderscheid tussen drie verschillende soorten van Daspletosaurus maakt het moeilijk vondsten uit andere formaties toe te wijzen. Dit betreft enkele botten uit Canada waarvan niet meer na te gaan is of ze uit de Oldmanformatie of de Dinosaur Park Formation stammen en verder fragmenten uit de Verenigde Staten van Amerika, uit de Agujaformatie, de Kirtlandformatie, de Mesaverdeformatie en de Fruitlandformatie. Die laatste formaties dateren alle uit het late Campanien en de eerder bij Daspletosaurus ondergebrachte botten zijn ten dele aan andere taxa toegewezen zoals Bistahieversor.
Bij Daspletosaurus loopt het proces van naamgeving dus achter bij de fylogenie, het vaststellen van de te onderscheiden populaties en hun onderlinge verwantschappen. Een nieuwe soortnaam werd echter in 1987 geschapen toen Gregory S. Paul Daspletosaurus torosus in een Tyrannosaurus torosus hernoemde; dit heeft echter geen navolging gekregen en zo'n samenvoeging met Tyrannosaurus staat ook haaks op de bovenvermelde trend tot steeds verdere splitsingen. Een andere samenvoeging die niet aansloeg was die met Gorgosaurus, in 1995 voorgestaan door Thomas Carr.
In 2022 werd een Daspletosaurus wilsoni benoemd. Deze is gebaseerd op het in 2017 gevonden specimen BDM 107 dat weer een tussenvorm zou vertegenwoordigen tussen D. torosus en D. horneri. In 2025 werd specimen CMC VP15826 beschreven dat weer een tussenvorm zou vertegenwoordigen tussen D. wilsoni en D. torosus en daarmee zou aantonen dat die eerste geen aparte soort is.

## Beschrijving

### Algemene bouw, grootte en onderscheidende kenmerken

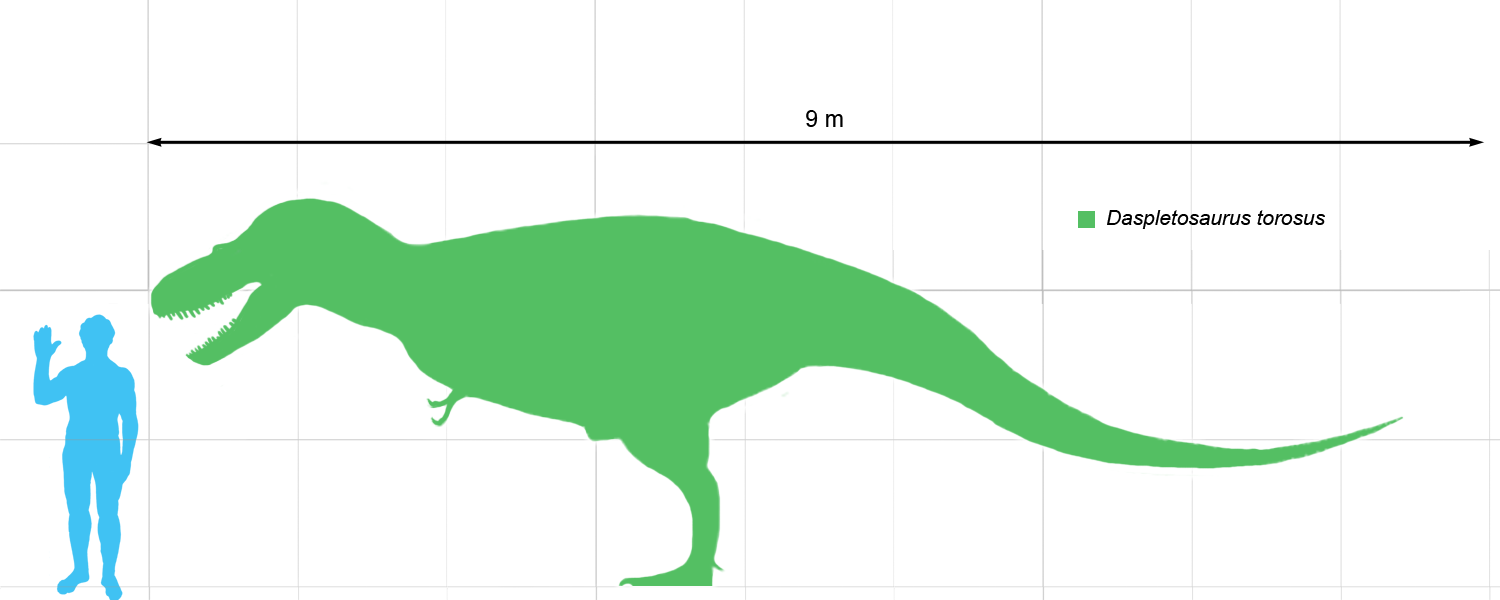
Daspletosaurus in grootte vergeleken met een mens

De drie soorten zouden licht in grootte verschillen

Daspletosaurus is een reusachtige tweevoetige roofsauriër, waarvan de horizontale romp in evenwicht gehouden werd door de staart. In 2010 schatte Paul de lengte op negen meter, het gewicht op tweeënhalve ton. In deze formaten is Daspletosaurus iets omvangrijker dan zijn verwanten Gorgosaurus en Albertosaurus sarcophagus gemiddeld werden. Het grote verschil met die twee soorten ligt hem niet zozeer in de algehele afmetingen maar in de robuuste bouw van Daspletosaurus. Zwaargebouwd is in het bijzonder de schedel die hoger is en vooral achteraan veel breder. Voor de verschillende Daspletosaurus sp. uit het latere Campanien geldt daarbij dat ze opvallend kortere achterpoten hebben en duidelijk meer op kracht dan snelheid waren gebouwd. Of dat ook waar was voor Daspletosaurus torosus, kan niet betrouwbaar worden vastgesteld doordat bij het holotype de achterpoten ontbreken.

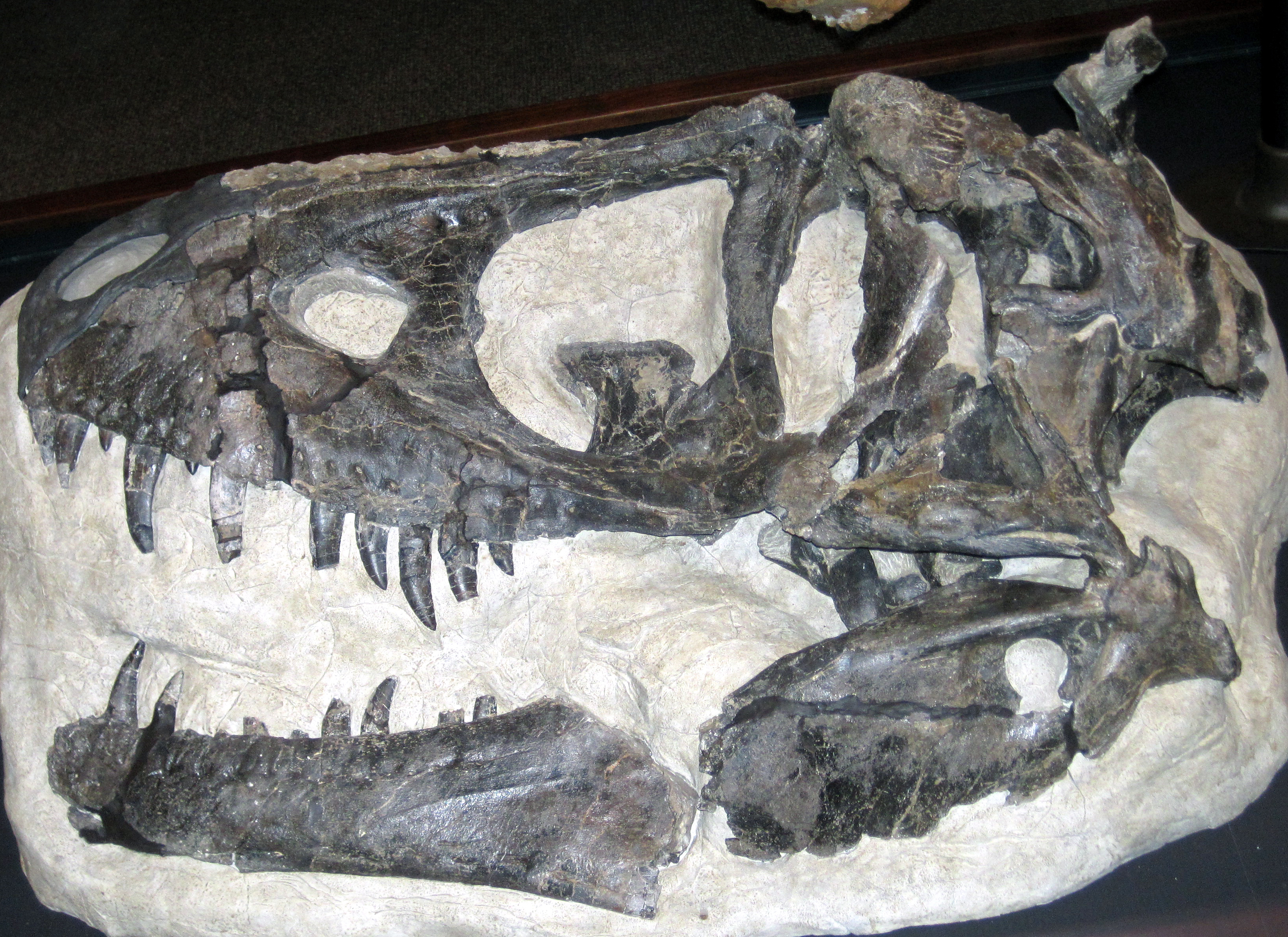
MOR 590, het holotype van D. horneri

Carr wist in 2005 enkele kenmerken vast te stellen waarin Daspletosaurus zich van zijn verwanten onderscheidt. Het zijvlak van het bovenkaaksbeen is vóór de fenestra antorbitalis ruw. Van de zijkant bezien reikt de voorste tak van het traanbeen tot aan de bovenrand van de uitholling voor de fenestra antorbitalis. De achterste tak van het traanbeen draagt op het zijvlak een hoorntje. Van beneden bezien is de hoorn op het jukbeen breed. Van de zijkant gezien raakt het voorste uitsteeksel van het squamosum de voorrand van het onderste slaapvenster net niet. Het postorbitale vormt een rechte achterrand van de oogkas.
De verschillende soorten van Daspletosaurus zijn voornamelijk onderscheiden omdat ze uit verschillende formaties stammen. Currie kondigde in 2003 aan om de afwijkende kenmerken van de vorm uit de Dinosaur Park Formation apart te zullen beschrijven, maar dat is nog niet gebeurd. Volgens Carr hebben beide soorten uit Canada, D. torosus en de soort uit de Dinosaur Park Formation, met uitsluiting van de zuidelijker vormen gemeen dat de bult op het zijvlak van het postorbitale de rand van het onderste slaapvenster nadert. De vorm uit de Upper Two Medicine Formation zou als eigenaardigheid hebben dat de bovenste tak van het verhemeltebeen ver naar boven is uitgegroeid. Volgens Currie zijn verdere onderscheidende kenmerken van deze zuidelijke soort het bezit van een hoger hoorntje op het traanbeen, zoals getoond door MOR 590, en een grotere variabiliteit in het aantal maxillaire tanden dat zo hoog kan liggen als zeventien.
In 2017 werden verschillende onderscheidende kenmerken van D. horneri gegeven. De tandboog aan de voorzijde van de snuit is breed waarbij de tandrij van zowel de onderkaak als het bovenkaaksbeen duidelijk naar voren en binnen doorlopen terwijl de eerste interdentaalplaat van het bovenkaaksbeen smal is, op de interdentaalplaten van de praemaxilla lijkend op het punt waar de tandenrij overdwars georiënteerd is. Het dentarium van de onderkaak is duidelijk bol naar buiten gebogen. De holte van de fenestra promaxillaris reikt vooraan tot een punt tussen de derde en vierde maxillaire tandkas. De voorrand van het interne neusgat, de choana, ligt ter hoogte van de zevende maxillaire tandkas. Het gezwollen bovenvlak van het traanbeen raakt de binnenrand van het bot niet. De pneumatische uitholling aan de binnenzijde van het traanbeen vormt een hoge en nauwe uitsparing. De achterrand van het traanbeen, dus de voorrand van de oogkas, heeft een holle bovenste helft. De hele omtrek van de pneumatische uitholling van het squamosum is ingesneden en staat duidelijk af. De uitholling van het bovenste slaapvenster op het voorhoofdsbeen heeft in bovenaanzicht een golvende voorrand. Bij het wandbeen bedekt het raakvlak voor het squamosum de basis van de achterste zijtak. De crista tympanica loopt door over het proöticum.

### Skelet

#### Schedel en onderkaken

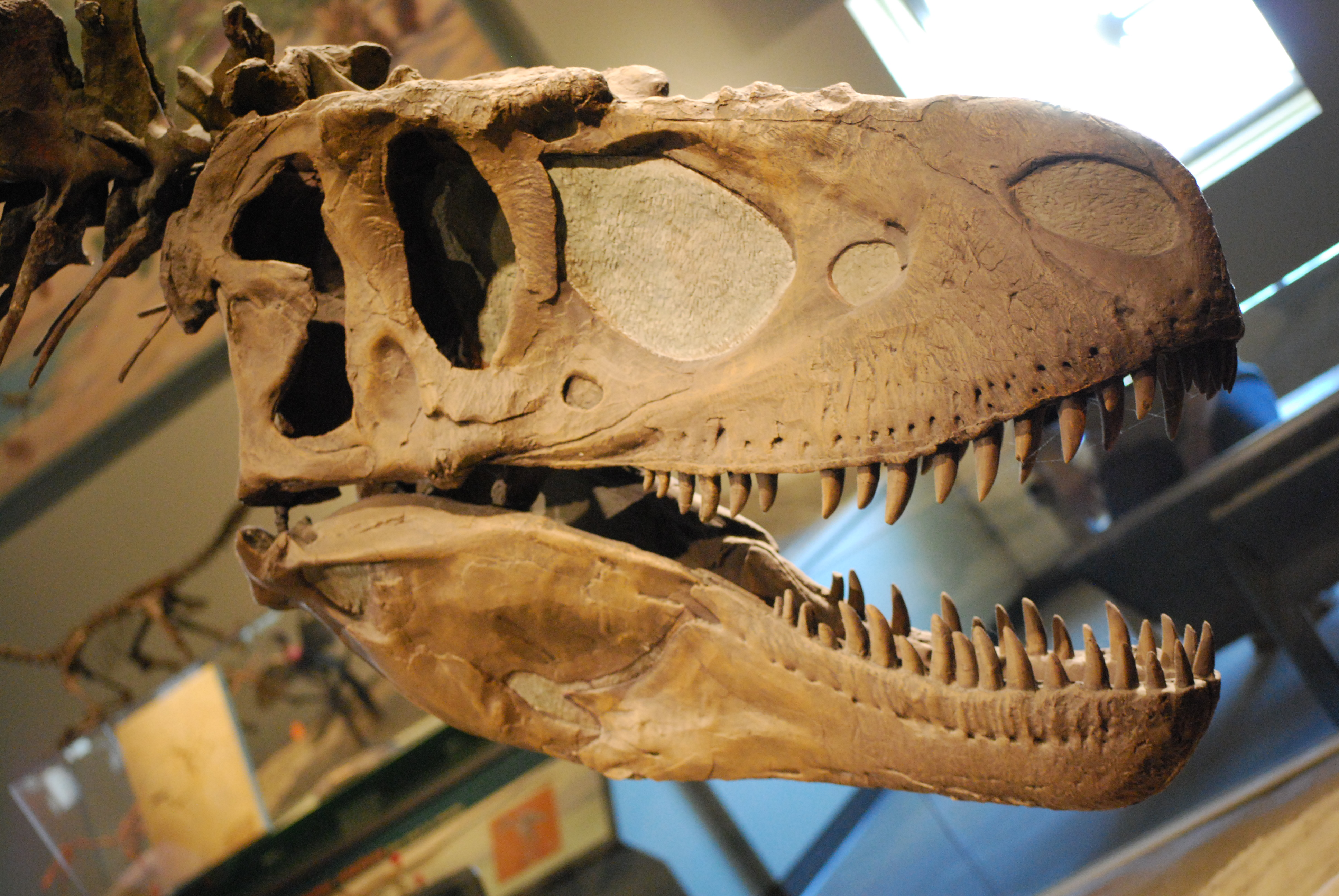
De snuit van Daspletosaurus is stomp, zoals dit afgietsel van FMNH PR308 laat zien

Daspletosaurus torosus heeft een wat stompe snuit waarvan de onderste rand zelfs iets naar binnen draait. Er is een hooggeplaatst, liggend, langwerpig neusgat, vooraan middenin begrensd door een tamelijk lange opgaande tak van de praemaxilla. Volgens Holtz raakten de onderliggende tak van de praemaxilla en het neusbeen elkaar niet maar volgens Currie is dat wel het geval. Holtz stelde ook dat vergroeiing van beide praemaxillae een onderscheidend kenmerk van Daspletosaurus was; Currie bracht daar tegenin dat deze slechts bij een enkel exemplaar is vastgesteld, het holotype NMC 8506, en dat het hierbij vermoedelijk om een pathologische misvorming gaat. Bij jonge exemplaren vormen de opgaande takken van beide praemaxillae een gevorkt uiteinde dat ingesneden wordt door de neusbeenderen; bij oude exemplaren is het andersom. De bovenkant van de snuit is tamelijk bol wat bij leven nog versterkt werd door hoornrichels. Het bovenkaaksbeen of maxilla is hoog met achteraan een bol naar beneden uitstekende kaakrand. Het is het belangrijkste tanddragende been uit de bovenkaak; boven de tandenrij liggen twee rijen openingen voor voedende aderkanalen. Het zijvlak ervan is uitgehold; vooraan bevindt zich daarin een nogal grote fenestra maxillaris die de voorrand van de uitholling raakt waar ook een nauwe praemaxillaire spleet aanwezig is; achteraan is de grote schedelopening, de fenestra antorbitalis, opvallend kort en achteraan hoog. De onderrand van de fenestra valt vrijwel samen met die van de uitholling. De fenestra snijdt boven achteraan de voorste en onderste tak van het traanbeen in, op een punt waar het traanbeen bovenaan uitloopt in een vrij grote min of meer driehoekige hoorn vóór de oogkas. Die hoorn is bij jonge exemplaren al vrij stomp; bij oudere exemplaren ontwikkelt hij zich meestal tot een langere, meer naar voren doorlopende, beenrichel, die een aanzienlijke absolute hoogte kan krijgen van zo'n zeven centimeter. In de insnijding zelf bevinden zich twee pneumatische openingen; de achterste is vergeleken met verwante soorten vrij klein en rond en door een brede richel gescheiden van een nog kleinere voorste openingen. De openingen dienden om uitlopers van de luchtzakken toegang te bieden tot het holle binnenste van het traanbeen. De dunne voorste tak van het traanbeen is niet zo lang, maar beslaat toch meer dan de helft van de bovenste rand van de fenestra antorbitalis omdat die zo kort is. Het raakt het bovenkaaksbeen en dringt zo het neusbeen van de rand. De onderste tak van het traanbeen vormt de achterrand van de fenestra antorbitalis, behalve onderaan waar zich een bovenste tak van het jukbeen bevindt; de beennaad tussen beiden vormt geen opvallende richel zoals bij Gorgosaurus.

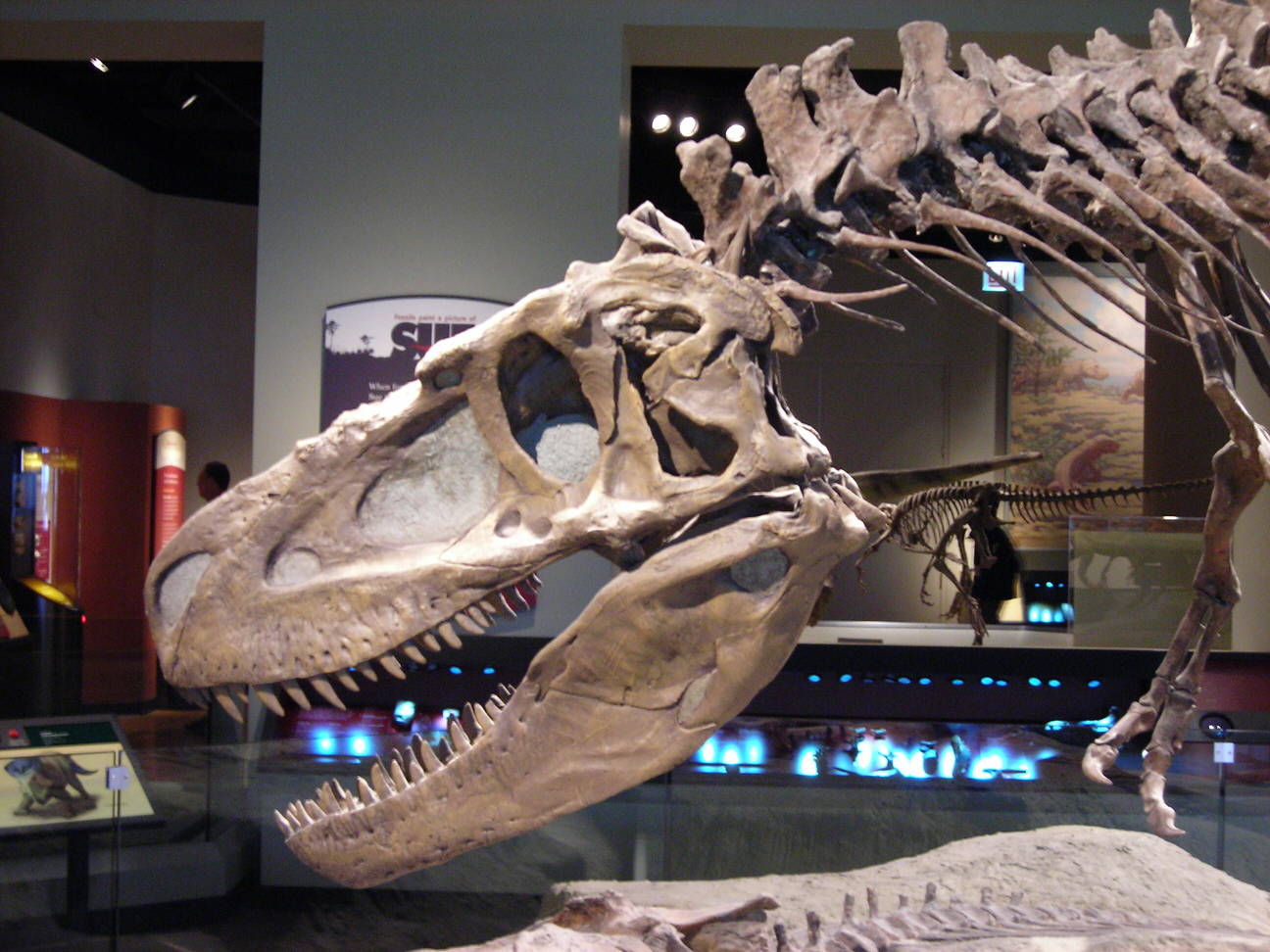
Het onderste slaapvenster is van achteren ingesnoerd

Van boven bezien is de snuit breed en net vóór de oogkas wat ingesnoerd. Sterk ingesnoerd zijn meer vooraan ook de neusbeenderen; na een zekere verwijding hebben die bij volwassen exemplaren uiteindelijk een erg smal raakvlak met de voorhoofdsbeenderen waarmee ze een W-vormige beennaad delen. Bij de 'W' is de middelste punt soms korter, net als bij Gorgosaurus en Tarbosaurus, soms langer als bij Albertosaurus en Tyrannosaurus. De beennaad tussen het neusbeen en het bovenkaaksbeen heeft bij jonge exemplaren de vorm van een systeem van lengtegroeven en uitstulpingen op beide beenderen; bij volwassen exemplaren worden die onderbroken door dwarsrichels. Bij jonge dieren loopt het achterste punt van de naad uit in een vingervormig uitsteeksel dat zich om de voorste punt van het traanbeen wikkelt; de volgroeide missen dit kenmerk. Het lichaam van het neusbeen wordt over de hele lengte doorboord door een rij van een dozijn foramina; meer naar voren zijn er ook meer willekeurig verspreide gaten. Het bovenvlak toont ruwe richels die bij leven door hoorn werden verhoogd. Aan de voorkant van het voorhoofdsbeen komt een klein prefrontale aan het oppervlak, dat bij Daspletosaurus relatief langgerekt is. De oogkas heeft de vorm van een staande ovaal. Van achteren wordt die niet ingesnoerd door het postorbitale dat een vrij rechte achterrand vormt, een opvallend verschil met de situatie bij meeste tyrannosauriden. Bij volwassen exemplaren maakt de voorste tak van het postorbitale contact met het traanbeen en dringt zo het voorhoofdsbeen van de bovenrand van de oogkas. Het postorbitale draagt bij volwassen dieren bovenop een opvallend halfrond hoorntje achter de oogkas, in de vorm van een van onderen open 'C'. Hiermee is Daspletosaurus een van de meest 'gehoornde' tyrannosauriden. Dit uitsteeksel komt ook bij de latere Daspletosaurus sp. voor. Bij de achterste beennaad met het voorhoofdsbeen ligt het vlak van het postorbitale niet hoger en is de overgang naar de uitholling van het bovenste slaapvenster geleidelijk, anders dan bij Gorgosaurus. De onderste tak van het postorbitale raakt een brede opgaande tak van het jukbeen met een uitholling aan de buitenste zijkant; de beennaad ligt vrij hoog. Het jukbeen heeft een naar onderen wijzende vrij smalle en lange 'hoorn' op de onderrand. Bij de hoek met de fenestra antorbitalis heeft het jukbeen van tyrannosauriden een opvallende ovale pneumatische opening; die is bij Daspletosaurus vrij klein, laaggelegen en bijna rond, met de lange as horizontaal gericht in plaats van schuin naar achteren en boven.

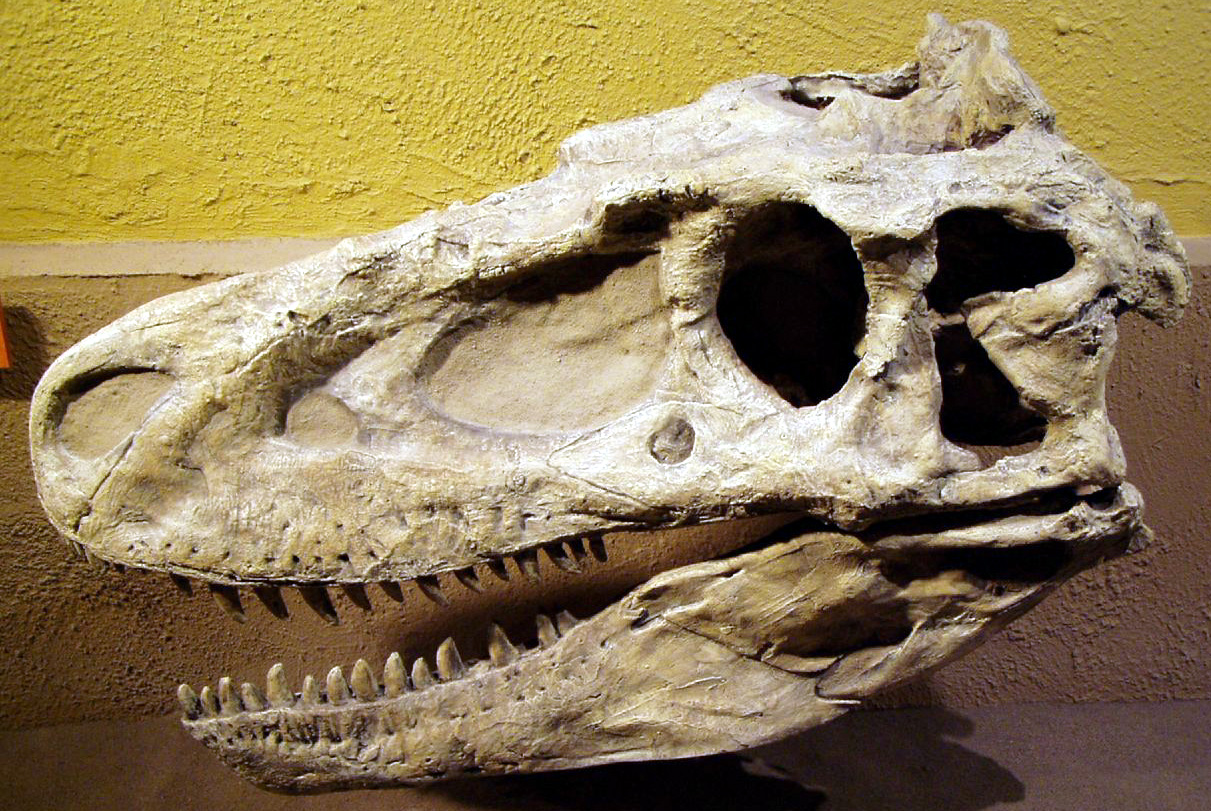
De achterkant van de schedel is breed

De hele achterkant van de schedel is zeer breed doordat het traanbeen schuin naar bezijden uitsteekt en onder aan het jukbeen ook naar buiten buigt. Alleen Tyrannosaurus overtreft Daspletosaurus op dit punt en dan in extreme mate; de breedte is bij de eerste vorm twee derden van de lengte van de schedel, bij Daspletosaurus iets minder dan de helft. De achterkant is ook opvallend kort, met vooral erg korte voorhoofdsbeenderen. De achterste beennaad tussen de voorhoofdsbeenderen is verdikt en vormt het begin van een middenkam op het schedeldak. Die kam is vooraan het hoogst en vormt daar een smal scherp blad. De wandbeenderen zijn niet speciaal kort maar wel zo breed dat ze maar weinig ruimte laten voor de kleine driehoekige bovenste slaapvensters. Het onderste slaapvenster wordt achteraan ingesnoerd door het naar voren uitstekende raakvlak tussen de neergaande tak van het squamosum en het quadratojugale, maar niet volledig. Bij sommige exemplaren van Daspletosaurus sp. uit Alberta overlapt in zijaanzicht de achterrand het zijvlak van deze tak van het squamosum. De achterrand van het schedeldak vormt bij de overgang naar het achterhoofd een brede maar niet zeer hoge dwarskam, de bevestiging van de bovenste nekspieren.
Op het achterhoofd is de knobbel die contact maakt met de nek, de condylus occipitalis, tamelijk naar achteren gericht in plaats van meer naar beneden, zodat het hoofd als geheel niet zo sterk afhing als bij Tyrannosaurus of Albertosaurus. Het ongepaarde bot dat de middelste bovenkant van het achterhoofd vormt, het supraoccipitale, is gepneumatiseerd: bij één exemplaar, TMP 94.143.1, kon door breuk worden waargenomen dat de botwanden maar twee millimeter dik waren en de interne luchtholten samenvloeiden met die binnen de grote zijuitsteeksels, de processus paroccipitales. Russell stelde in 1970 dat Daspletosaurus van andere tyrannosauriden afweek doordat de uitholling van het basisfenoïde aan de onderkant van de hersenpan slechts een enkelvoudig foramen bezat, een opening in de lengterichting; Robert Thomas Bakker nam in 1988 gepaarde maar slechts gedeeltelijk gevormde foramina waar. Carr beweerde echter in 1999 dat dit element in wezen niet anders gevormd was dan bij verwante soorten, met de uithollingen net als bij Tyrannosaurus wat breder en meer naar achteren gelegen dan bij Gorgosaurus. Twee uitsteeksels aan de onderste hersenpan, de tubercula basilaria, zijn vrij groot als bij Gorgosaurus, niet gereduceerd zoals Tyrannosaurus ze bezit. In het verhemelte is het ectopterygoïde bij volwassen exemplaren aanzienlijk gezwollen door pneumatische uithollingen. Het os palatinum is driestralig, zonder tak naar het jukbeen, en niet trapeziumvormig zoals bij Tyrannosaurus. De achterste zijkant ervan wordt doorboord door een enkelvoudig foramen dat vrij klein is. De bijkomende opening tussen het os palatinum en het pterygoïde is vrij groot.
De onderkaak is robuust en matig verlengd. Hij heeft geen echte kin, maar wel is er een plotse overgang tussen de voorkant en de onderrand. Het tanddragend bot, het dentarium, is hoog maar niet hoger ten opzichte van de lengte van de tandenrij dan bij andere tyrannosauriden. Net zoals andere tyrannosauriden heeft Daspletosaurus een zijgewricht in de onderkaak die het mogelijk maakt dat de onderkaken aan hun zijkanten iets uit elkaar klappen. Daarvoor is het dan wel nodig dat de onderkaken vooraan, aan hun raakvlak of symfyse, niet te stevig vergroeid zijn. Holotype NMC 8506 dat zich al onderscheidde door vergroeide praemaxillae in de snuit toont daarnaast nog vooraan vergroeide onderkaken met een zeer ruwe symfyse. Ook dit zag Currie als een pathologische afwijking. Het articulare, de onderkant van het kaakgewricht, is zeer stevig. Het angulare, dat de onderste hoek vormt van de kaak, heeft zijn achtereinde liggen onder een opening in het bovenliggende surangulatre.
Het aantal tanden in de praemaxilla bedraagt vier. De meeste exemplaren uit Alberta hebben vijftien of zestien maxillaire tanden, maar specimen TMP 94.143.1 heeft er dertien; de exemplaren uit Montana hebber soms zeventien. Opmerkelijk is dat TMP 94.143.1 een jong dier is van ongeveer 5,8 meter lengte terwijl voor de meeste tyrannosaurinen wordt aangenomen dat het tandaantal daalt tijdens de rijping. Het aantal dentaire tanden, in de onderkaak, ligt voor een bepaald individu meestal één of twee hoger dan het aantal maxillaire tanden en behoeft aan beide zijden niet identiek te zijn; zo toont specimen NMC 11594 zestien tanden aan de ene kant en zeventien aan de andere. TMP 94.143.1 heeft er achttien per zijde. De tanden zijn relatief ten opzichte van de schedel kleiner dan bij Tyrannosaurus. De tanden van Daspletosaurus hebben de eigenaardigheid dat de vertandingen van de voorste snijrand tot aan de basis van de kroon doorlopen.

#### Postcrania

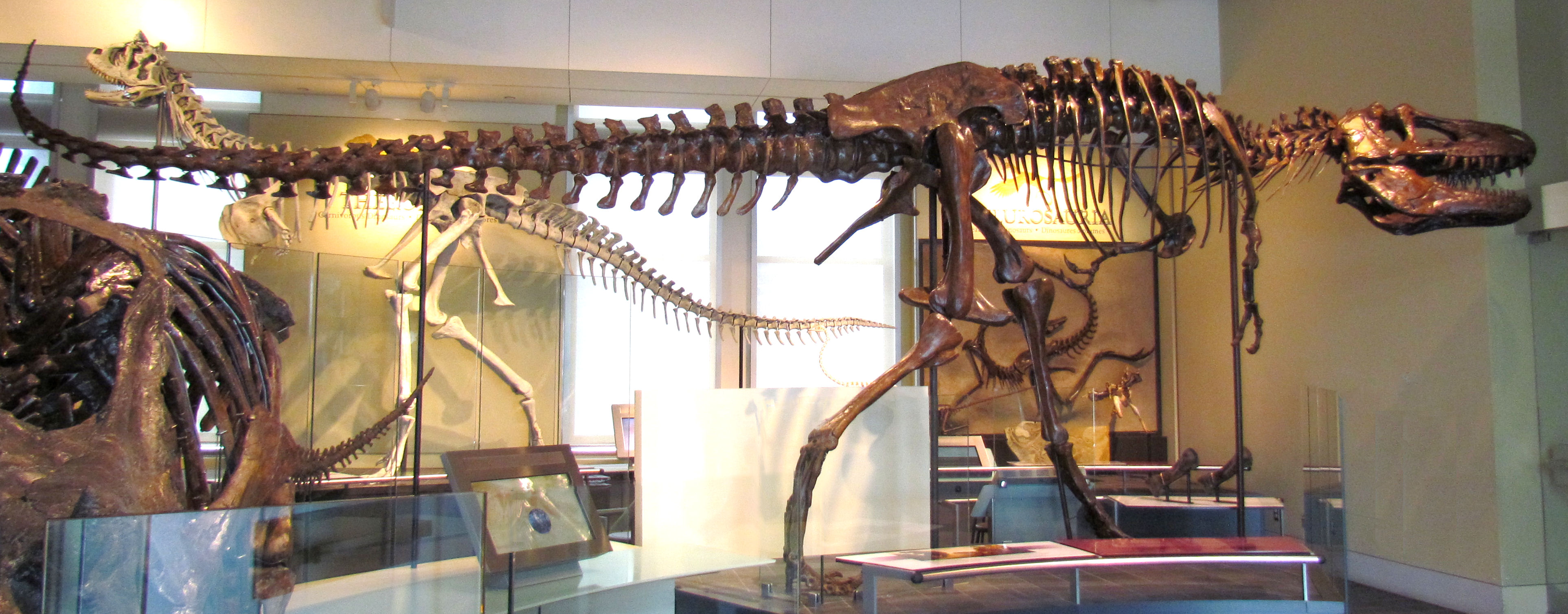
Daspletosaurus staat laag op de poten; deze opstelling bestaat grotendeels uit het holotype CMN 8506

De wervelkolom bestaat uit tien halswervels, dertien ruggenwervels, vijf sacrale wervels en ruim vijfendertig staartwervels — het precieze aantal van de laatste is onbekend.
De halswervels zijn robuust maar niet extreem verkort. Ze dragen grote doornuitsteeksels, vooral vooraan. De doornuitsteeksels van de ruggenwervels zijn bovenaan verbreed, zowel in de lengterichting als overdwars. Bovenop zijn ze bol; het geheel resulteert in een vorm waarbij de zijkant maar een klein deel van het profiel beslaat. De doornuitsteeksels van de staartbasis zijn op een eenvoudiger manier van voor naar achter verbreed.
Het schouderblad is erg recht met een licht verbreed bovenuiteinde. Onderaan is erbovenop een hoog uitstekende processus acromialis. Het ravenbeksbeen is overeenkomstig hoog met een vrij rechte voorkant. De arm heeft vijfendertig procent van de dijbeenlengte. Het opperarmbeen is erg slank en klein. De onderarm is ook niet lang, maar toch wat robuuster dan bij andere tyrannosauriden. Hetzelfde geldt voor de twee vingers. De derde vinger ontbreekt, hoewel het derde middenhandsbeen nog wel langer is dan het eerste. Het tweede kootje van de tweede vinger is opvallend gerekt. Het eerste kootje van de eerste vinger is langer dan het tweede middenhandsbeen. De handklauwen zijn vrij recht.
In het bekken is het darmbeen lang en plat met een rechte bovenkant. Het voorblad kromt naar beneden en zelfs weer iets naar achteren in een zeer brede afhangende haakvormige punt; hoog boven op de kromming bevindt zich een ondiepe deuk. Tussen de haak en het aanhangsel voor het schaambeen bevindt zich een hoge tussenruimte. Het schaambeen is kort en steekt bijna recht naar beneden. De schacht ervan is vrij dik en loopt zeer geleidelijk over in een nogal korte 'voet'. Het zitbeen is tamelijk lang en meer horizontaal dan verticaal gericht. Het heeft een kleine driehoekige processus obturatorius op de voorrand. Het dijbeen is kort, recht en robuust met bovenaan krachtige trochanters gescheiden door een ondiepe kloof. Bij de exemplaren van de Daspletosaurus sp. zijn de onderbenen en voeten tamelijk kort zodat ze laag op de poten staan.

### Weke delen
De benoeming van D. horneri was in 2017 aanleiding ook aandacht te schenken aan de weke delen van de schedel. Het ruwe botoppervlak van de zijkant van de snuit werd als aanwijzing gezien dat deze net als bij krokodillen door grote schubben bedekt was en niet door een hoornsnavel of veren. Aangezien krokodillen geen lippen hebben, werden die ook bij tyrannosauriden afwezig geacht. De bovenkant van de snuit zou bedekt zijn met een pantserlaag. Het hoorntje van het traanbeen zou verlengd zijn door een hoornschacht. Aan de voorkant van de snuit zou een zachter gedeelte geweest zijn met zintuiglijke organen.

## Fylogenie
Russell plaatste Daspletosaurus in 1970 in de Tyrannosauridae. Volgens sommige definities, zoals die van Christopher Brochu uit 2003 is Daspletosaurus zelfs per definitie een tyrannosauride. In 1997 bracht Thomas Holtz Daspletosaurus onder bij een nauwere Tyrannosaurinae.
Een mogelijke positie van Daspletosaurus in de stamboom laat het volgende kladogram zien:
|  | Albertosaurus |
|  |               |
|  | Gorgosaurus   |
|  |               |

| void | Daspletosaurus                                                                 |
|      | Daspletosaurus                                                                 |
|      | \| void \| Tarbosaurus \| \| \| Tarbosaurus \| \| \| Tyrannosaurus \| \| \| \| |
|      |                                                                                |
| void | Tarbosaurus                                                                    |
|      | Tarbosaurus                                                                    |
|      | Tyrannosaurus                                                                  |
|      |                                                                                |

| void | Tarbosaurus   |
|      | Tarbosaurus   |
|      | Tyrannosaurus |
|      |               |

| void | Daspletosaurus                                                                 |
|      | Daspletosaurus                                                                 |
|      | \| void \| Tarbosaurus \| \| \| Tarbosaurus \| \| \| Tyrannosaurus \| \| \| \| |
|      |                                                                                |
| void | Tarbosaurus                                                                    |
|      | Tarbosaurus                                                                    |
|      | Tyrannosaurus                                                                  |
|      |                                                                                |

| void | Tarbosaurus   |
|      | Tarbosaurus   |
|      | Tyrannosaurus |
|      |               |

|  | Albertosaurus |
|  |               |
|  | Gorgosaurus   |
|  |               |

| void | Daspletosaurus                                                                 |
|      | Daspletosaurus                                                                 |
|      | \| void \| Tarbosaurus \| \| \| Tarbosaurus \| \| \| Tyrannosaurus \| \| \| \| |
|      |                                                                                |
| void | Tarbosaurus                                                                    |
|      | Tarbosaurus                                                                    |
|      | Tyrannosaurus                                                                  |
|      |                                                                                |

| void | Tarbosaurus   |
|      | Tarbosaurus   |
|      | Tyrannosaurus |
|      |               |

| void | Daspletosaurus                                                                 |
|      | Daspletosaurus                                                                 |
|      | \| void \| Tarbosaurus \| \| \| Tarbosaurus \| \| \| Tyrannosaurus \| \| \| \| |
|      |                                                                                |
| void | Tarbosaurus                                                                    |
|      | Tarbosaurus                                                                    |
|      | Tyrannosaurus                                                                  |
|      |                                                                                |

| void | Tarbosaurus   |
|      | Tarbosaurus   |
|      | Tyrannosaurus |
|      |               |

Daspletosaurus leefde vroeger dan Tyrannosaurus rex en het is wel verondersteld dat hij diens directe voorouder was en die van Tarbosaurus bataar. Jack Horner dacht in 1992 dat de vorm uit de Two Medicine Formation de tussenschakel was tussen de Canadese vormen en Tyrannosaurus. Het is echter een uiterste zeldzaamheid dat een directe afstamming tussen twee soorten aannemelijk kan worden gemaakt. Moderne exacte kladistische analyses hebben nog geen duidelijke oplossing verschaft voor dit probleem. Volgens een studie van Holtz uit 2001 was het even waarschijnlijk dat de Two Medicine Formation-vorm eerder in de stamboom stond dan D. torosus, er een klade mee vormde of juist hoger in de stamboom stond. In zijn dissertatie van 2005 kreeg Carr als uitkomst dat de twee Canadese vormen en die uit Montana een aparte aftakking ofwel klade vertegenwoordigden. In 2025 concludeerde Scherer dat Daspletosaurus geen directe voorouder van Tyrannosaurus was.

## Levenswijze

### Leefgebied

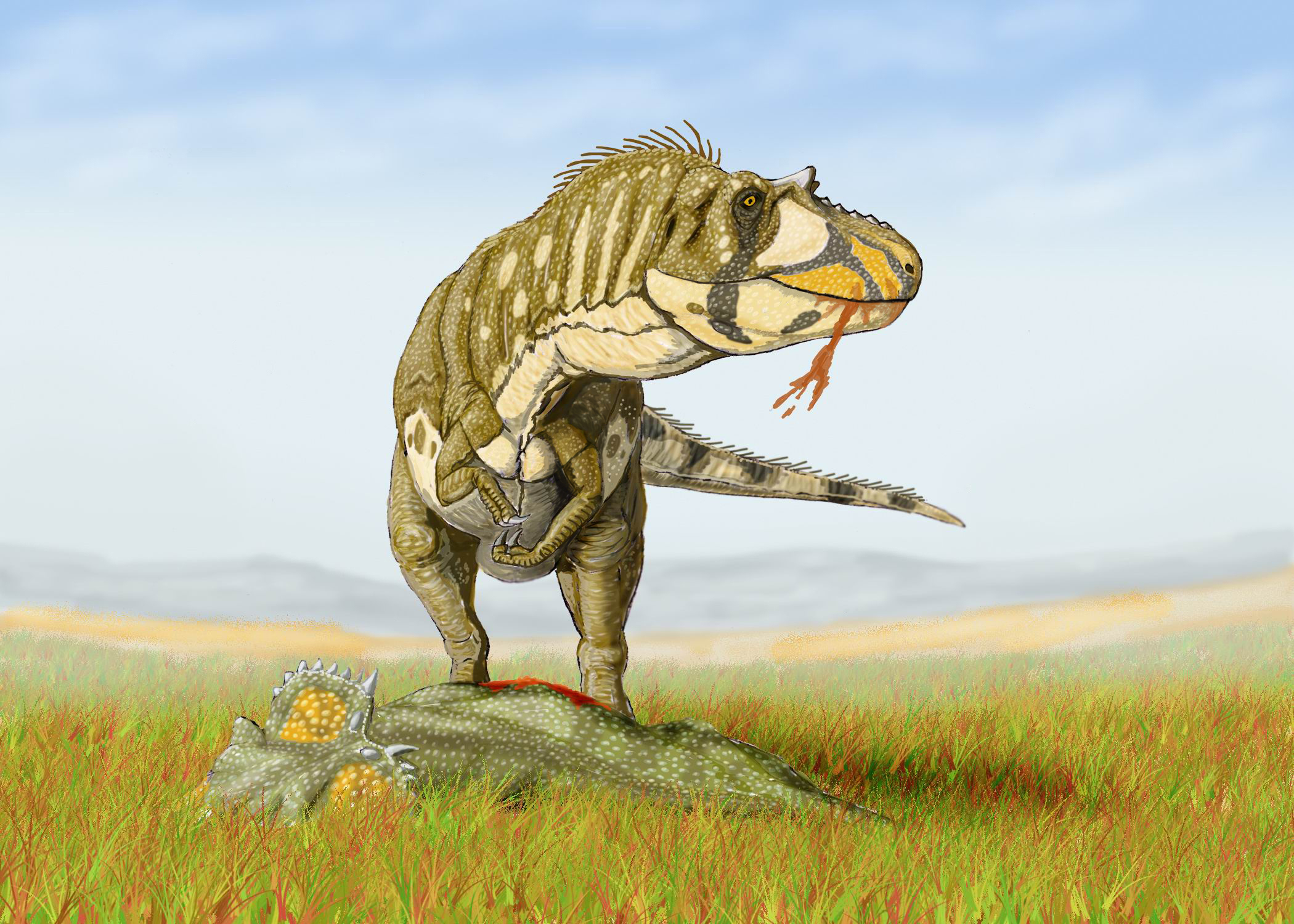
Daspletosaurus voedt zich met Centrosaurus

In de tijd dat de Oldmanformatie werd afgezet kenmerkte het gebied zich door warme zomers en koele winters. Er was vrij veel regenval en het landschap bestond uit halfopen bossen en moerassen. Daspletosaurus torosus was kennelijk de enige jager van planteneters als de Euornithopoda Brachylophosaurus, Hypacrosaurus en Orodromeus, en Ceratopidae als Centrosaurus.

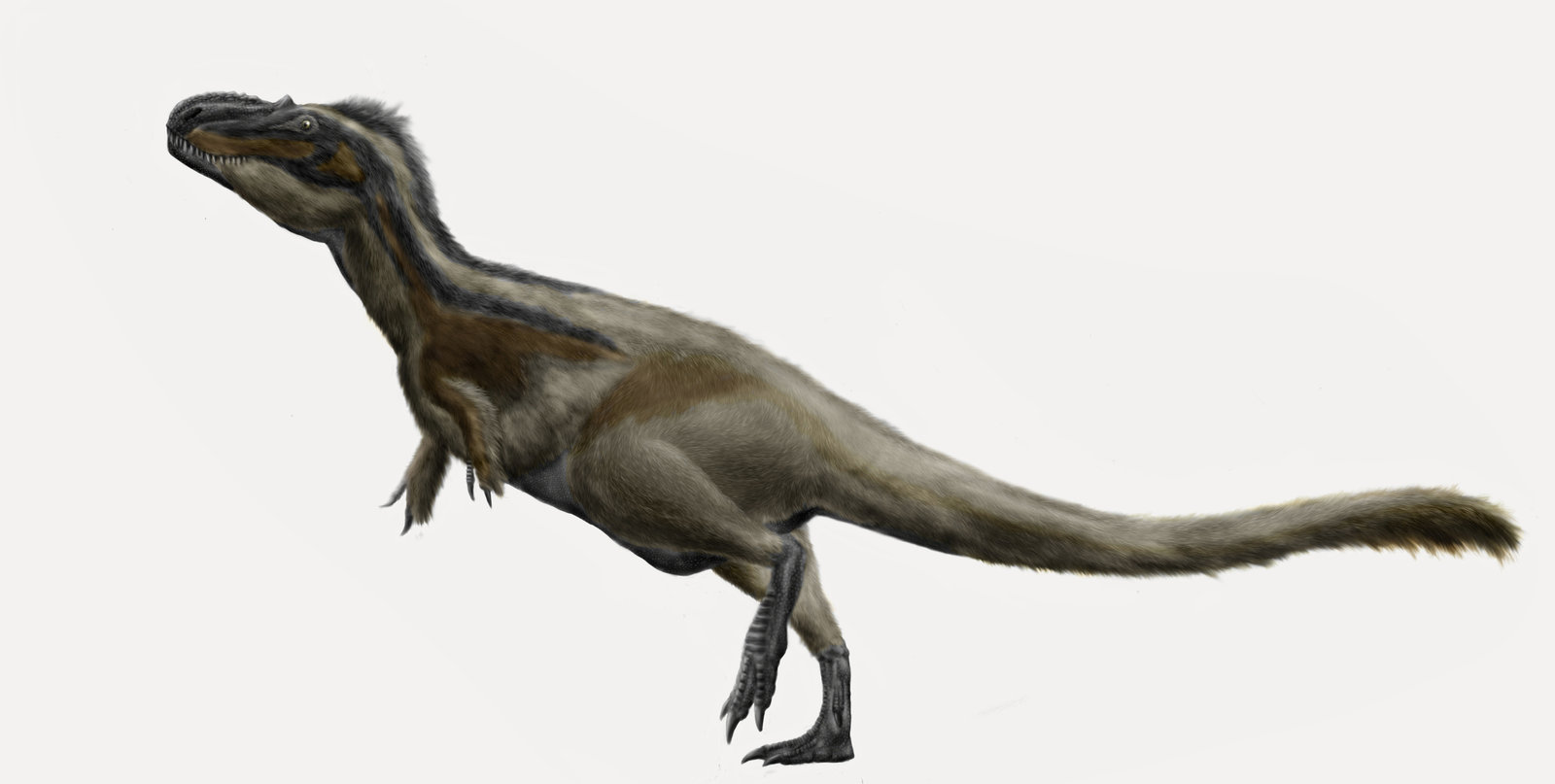
Daspletosaurus, hier van een mogelijk verenkleed voorzien, ruikt een prooi

In de jongere Dinosaur Park Formation duikt de concurrent Gorgosaurus op, wat de vraag heeft opgeroepen welke twee niches deze nauw verwante vormen vulden. Russell veronderstelde dat Gorgosaurus op de lichtere hadrosauriërs joeg en Daspletosaurus op de zwaardere ceratopiërs en ankylosauriërs. Met zijn bredere schedel en kortere achterpoten zou Daspletosaurus geschikter zijn om het op te nemen tegen soorten die zich agressief zouden kunnen verweren. Niet alle gegevens zijn met deze hypothese in overeenstemming. Daspletosaurus is maar iets groter dan Gorgosaurus. Een exemplaar van Daspletosaurus, specimen OTM 200, is gevonden met resten van een euornithopode in de buikholte.
Na de Dinosaur Park Formation worden de Canadese lagen onderbroken door zeeafzettingen. In de zuidelijker Amerikaanse formaties lijken lichtere Albertosaurinae zeldzamer te zijn, maar komen wel Daspletosaurus sp. voor. Wanneer in Canada de rivierafzettingen weer te volgen zijn, vanaf 71 miljoen jaar geleden in de Horshoe Canyon Formation, blijkt Daspletosaurus afwezig, maar komt de lichtere Albertosaurus sarcophagus voor. Dit patroon zou verklaard kunnen worden door een opeenvolging van afsplitsingen en evolutionaire veranderingen. Een andere verklaring gaf Holtz die aannam dat er vanaf het middelste Campanien tegelijkertijd twee faunae waren, een noordelijke gekenmerkt door Centrosaurinae en Lambeosaurinae met Gorgosaurus en later Albertosaurus als voornaamste roofdieren, en een zuidelijke met Hadrosaurinae en Chasmosaurinae, bejaagd door Daspletosaurus. De voornaamste vindplaatsen in Canada zouden tot de noordelijke fauna behoren, met echter regelmatige overloop uit de zuidelijke fauna. Dat zou onder andere verklaren waarom Daspletosaurus in het noorden vrij zeldzaam is en slechts in het zuiden van de Dinosaur Park Formation te vinden valt. In het vroege Maastrichtien zou de noordelijke fauna duidelijk van de zuidelijke gescheiden zijn geweest. Later in het Maastrichtien zou de zuidelijke fauna heel Noord-Amerika overspoeld hebben met de nakomeling van Daspletosaurus: Tyrannosaurus, als apexpredator.

### Groei en sociaal gedrag

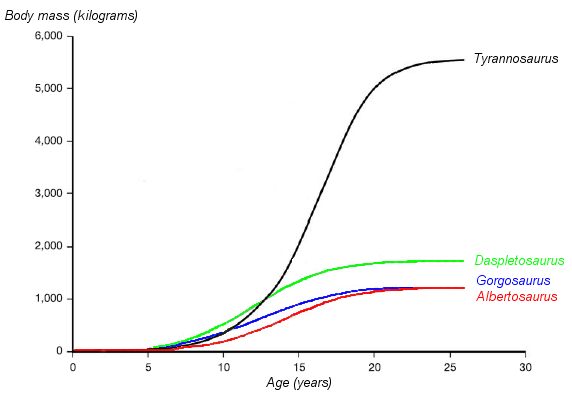
De groeicurve van Daspletosaurus, in het groen, vergeleken met die van andere tyrannosauriden

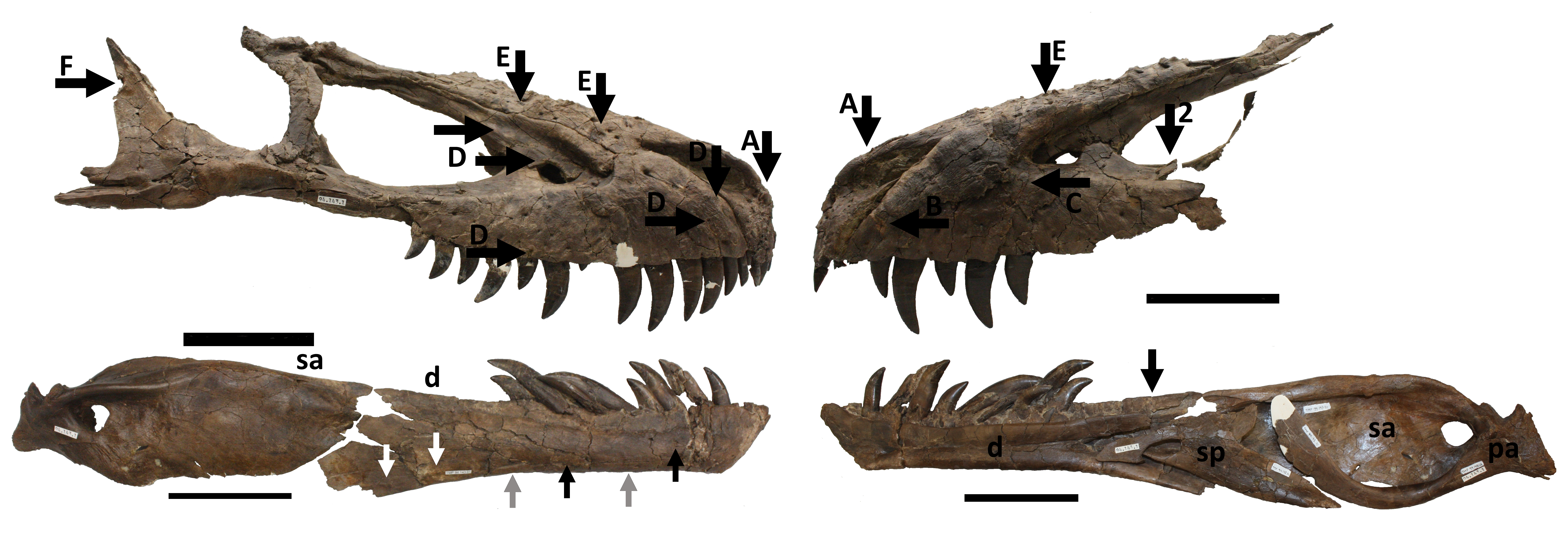
Bijtsporen op TMP 94.143.1

Een gedeelte van het bekende materiaal bestaat uit jongere dieren. Specimen RTMP 94.143.1 was slechts een kleine zes meter lang, een halve ton zwaar en tien jaar oud. In 2004 stelde Gregory Erickson een groeicurve op voor Daspletosaurus. Na een langzame groei in de vroegste jeugd begon Daspletosaurus vrij sterk in grootte toe te nemen, sneller dan de lichter gebouwde albertosaurinen. Hierbij ging Erickson er echter van uit dat Daspletosaurus zwaarder was dan deze, wat omstreden is. Rond het twaalfde jaar was de groeisnelheid het hoogst met ongeveer honderdtachtig kilogram per twaalf maanden. Na het vijftiende jaar vlakte de groei af.

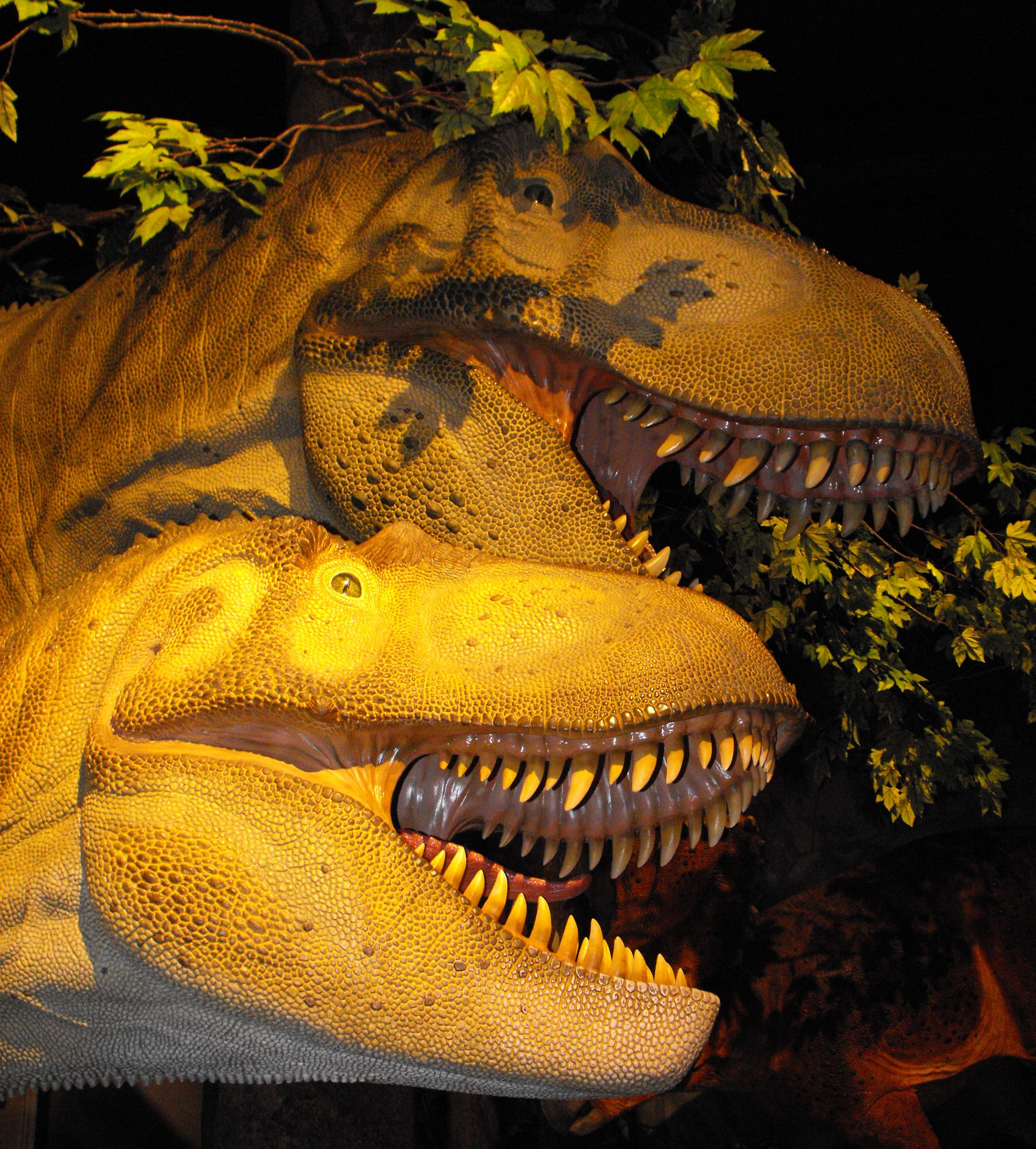
Een paartje daspletosauri

Daspletosaurus week in het rijpingsproces wat af van andere tyrannosauriden. Bij het groter worden nam het aantal tanden kennelijk toe en wellicht in sterkere mate dan bij andere tyrannosauride soorten die dit verschijnsel ook toonden, hoewel dat lastig te bepalen valt daar de populatie bekende exemplaren uit drie mogelijke Daspletosaurus-soorten afkomstig is. Tijdens de groei ontstond er geen postorbitaal uitsteeksel op de achterrand van de oogkas. Wel nam, net als bij Tyrannosaurus rex, bij oudere individuen de breedte van de achterkant van de schedel aanzienlijk toe, wat erop kan duiden dat juist die zich met ceratopiden voedden.
Het grote aantal botten uit de Two Medicine Formation van Montana stamt voornamelijk van een enkele vindplaats waar resten van minstens drie individuen opeengehoopt zijn die samen het inventarisnummer TA.1997.002 hebben gekregen. Volgens Currie zou het om een jachtgroep kunnen gaan aangezien de botten in één keer zijn afgezet. Vermengd met de beenderen van de roofsauriërs zijn die van vijf Hadrosauridae, hun mogelijke prooi. Andere onderzoekers zijn echter sceptisch over deze interpretatie. Sommige exemplaren, zoals TMP 94.143.1 en TMP 85.62.1, tonen bijtsporen van andere daspletosauri op de snuit. Het in het aangezicht bijten is een gebruikelijke methode bij huidige roofdieren om voedselconcurrenten bij een karkas af te schrikken. Zulke sporen kunnen een aanwijzing zijn voor conflictueus gedrag binnen een jachtgroep maar zouden ook verklaard kunnen worden door het op een kreng afkomen van solitair levende dieren. Dat laatste wordt echter minder waarschijnlijk gemaakt door de zeer grote territoria, van honderden vierkante kilometers, die zulke reusachtige jagers in hun eentje nodig hadden om in hun voedselbehoefte te voorzien, wat het onderling contact zou hebben beperkt. In 2015 meldde een studie door David Hone dat TMP 94.143.1 niet alleen bij het leven opgelopen verwondingen toonde maar ook sporen op de onderkaken van het na de dood afgekloven worden. Dit werd gezien als een aanwijzing voor kannibalisme van de veronderstelling uit dan een andere daspletosaurus het karkas had aangevreten. Bij moderne dieren wordt de kop van een prooi pas als een van de laatste delen aangevreten. Het kan dus zijn dat het exemplaar spontaan stierf en de minder verrotte resten door een aasetende soortgenoot van het skelet werden geplukt.
Individuen van Daspletosaurus gingen in ieder geval met elkaar om teneinde zich voort te planten. Eieren of nesten zijn echter niet bekend.